# Cryptochloa capillata
Cryptochloa capillata là một loài thực vật có hoa trong họ Hòa thảo. Loài này được (Trin.) Soderstr. mô tả khoa học đầu tiên năm 1982.